# Pisé
(Giuseppe Del Rosso, Dell'economica costruzione delle case di terra. Opuscolo diretto agli industriosi possidenti e abitatori dell'agro toscano. Da un Socio della R. Accademia de' Georgofili di Firenze. Firenze 1793 presso J.A. Bouchard)

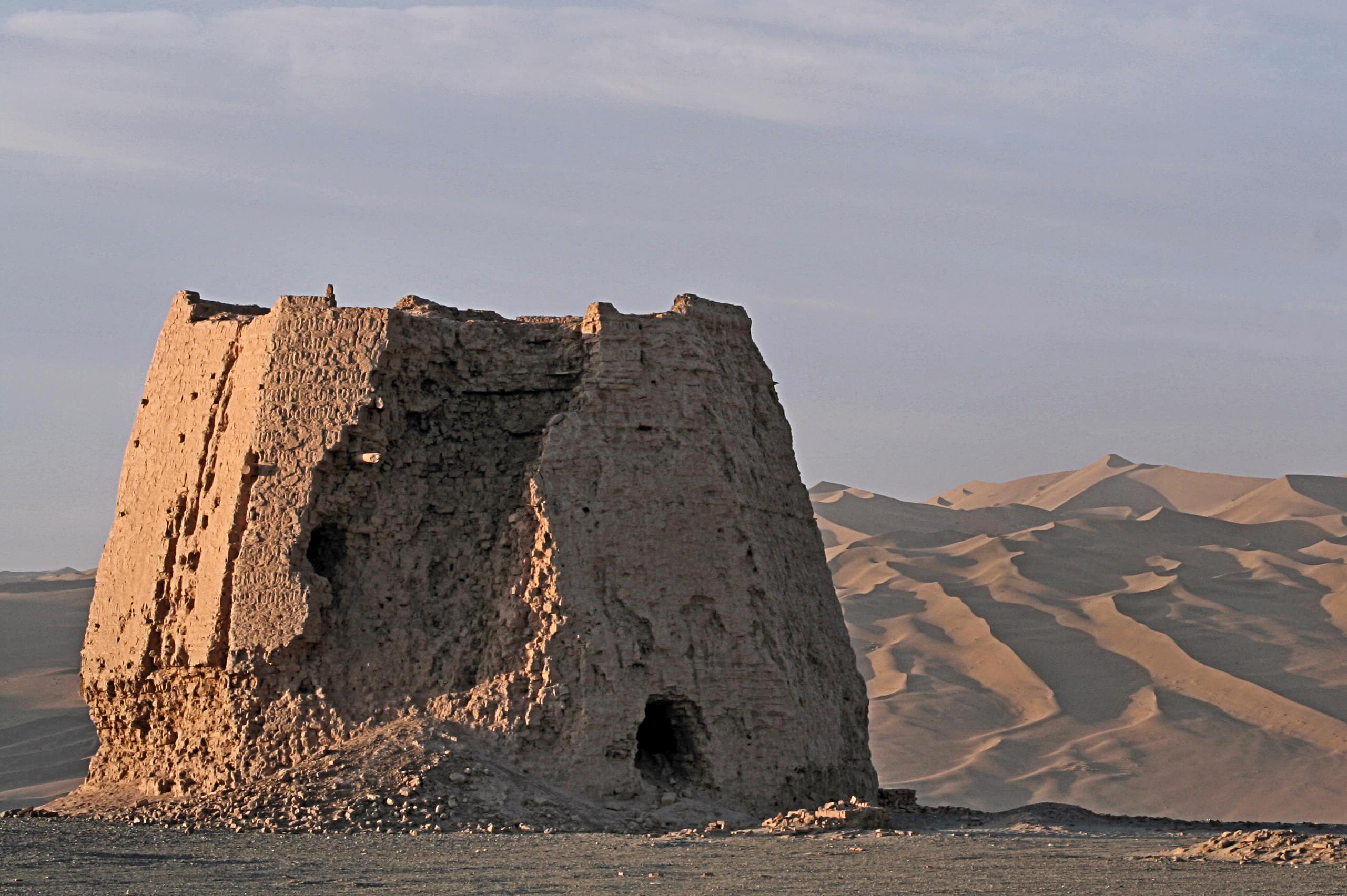
Rovine risalenti all'epoca della dinastia Han (II secolo a.C.) di una torre d'avvistamento cinese realizzata con la tecnica del pisé a Dunhuang, nella provincia di Gansu (Cina). È situata all'estremità orientale della Via della seta.

Pisé indica una tecnica costruttiva che si basa sulla realizzazione di mura con terra poco umida (per evitare fessurazioni in fase di essiccazione) compattata con appositi strumenti, dentro casseforme lignee di limitata altezza e smontabili, per consentirne lo spostamento.

## Descrizione
Talvolta la massa di argilla può essere alleggerita con l'aggiunta di paglia tritata ed erba secca. In climi secchi il pisé viene direttamente poggiato sul terreno livellato e pulito. In climi umidi invece si ricorre ad una fondazione in mattoni o pietrame grezzo legato con malta cementizia.

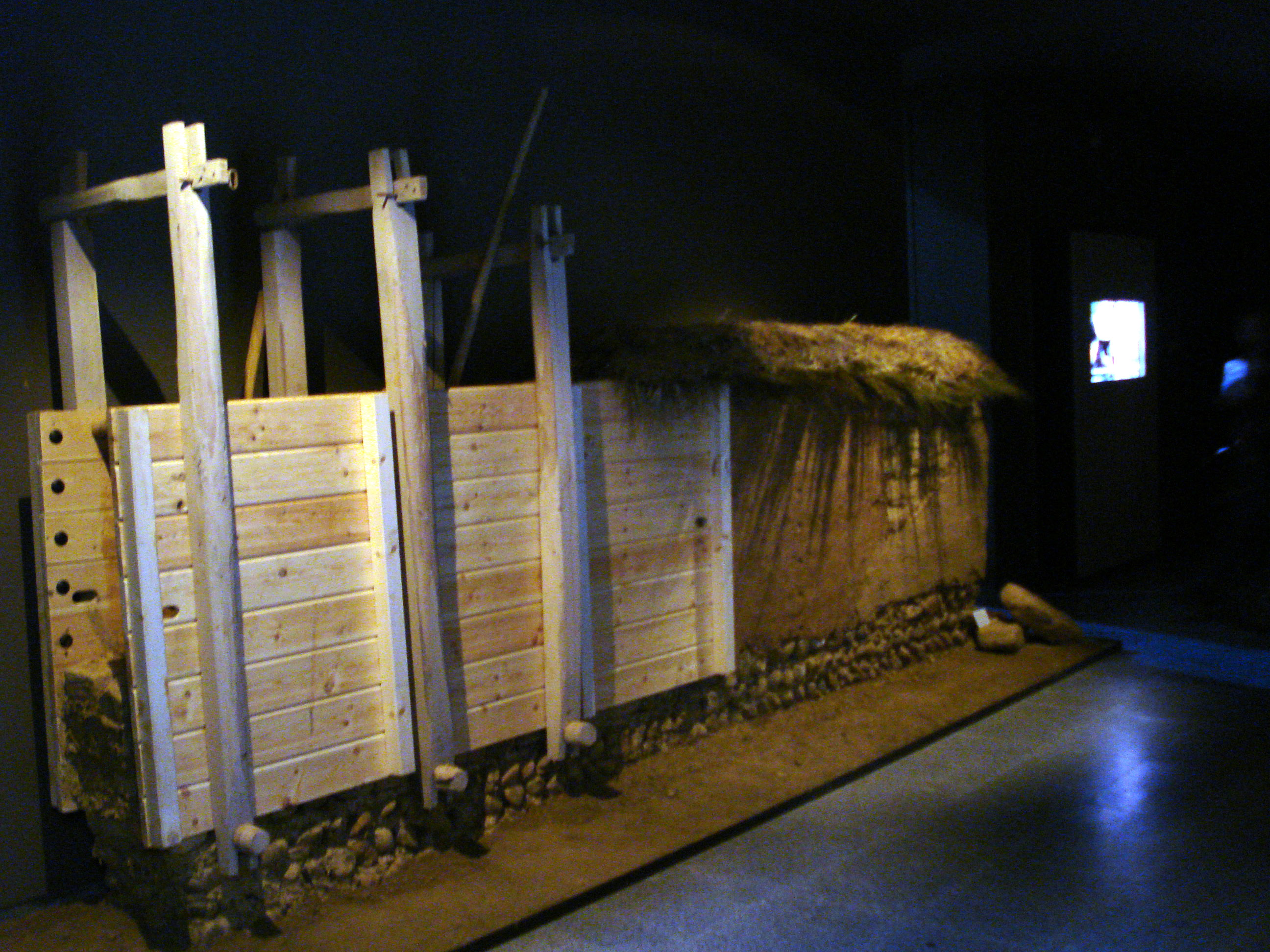
Modello di costruzione in terra battuta su fondazioni.

Il muro può avere uno spessore variabile ed è realizzato a strati, battendo l'argilla con strumenti in legno dalla testa larga, a punta o a cuneo (o strumenti meccanici moderni), in modo da renderla compatta, dunque meno friabile in superficie e di migliori prestazioni meccaniche. Una volta che la terra si è indurita, si procede al disarmo della cassaforma per riarmarla di fianco mantenendo un poco di contatto con la parte realizzata in precedenza. Questo procedimento si ripete fino a che non si raggiunge l'altezza desiderata.